# 어린이 놀이 목록
다음은 어린이들이 즐기기 위해 사용되는 게임 목록이다.

## 잡기 놀이
- 술래잡기[1][2]
- 까막잡기[2]
- 수건돌리기
- 카바디
- 깡통차기
- 푸스 인 더 코너[3]
- 무궁화 꽃이 피었습니다

## 도구를 사용하는 게임
- 구기[1][2]
- 야구
- 자치기
- 농구
- 캐치볼
- 피구
- 풋볼
- 핸드볼
- 굴렁쇠
- 훌라후프
- 발야구
- 스틱볼
- 테니스
- 줄다리기

## 점핑 게임
- 더블더치
- 사방치기[1][2]
- 고무줄 놀이

## 기억 게임
- 옮겨 말하기

## 손 게임
- 손뼉치기[1][2]
- 팻 어 케이크
- 가위바위보
- 엄지손가락 레슬링
- 쎄쎄쎄

## 기타 전통 어린이 놀이
- 소꿉놀이[4]
- 너클본스[2]
- 런던 브리지
- 피치 앤 토스
- 물수제비
- 틱택토
- 레슬링

## 같이 보기
- 의자앉기 게임
- 까꿍
- 뱀과 사다리